# 289 Nenetta
289 Nenetta је астероид главног астероидног појаса са пречником од приближно 33,73 km.
Афел астероида је на удаљености од 3,467 астрономских јединица (АЈ) од Сунца, а перихел на 2,279 АЈ.
Ексцентрицитет орбите износи 0,206, инклинација (нагиб) орбите у односу на раван еклиптике 6,695 степени, а орбитални период износи 1779,501 дана (4,872 године).
Апсолутна магнитуда астероида је 9,51 а геометријски албедо 0,243.
Астероид је откривен 10. марта 1890. године.